# Fotokemija
Fotokemija je smer kemije, ki se ukvarja s proučevanjem interakcij med svetlobo ter atomi in molekulami. Fotokemija proučuje kemijske reakcije, ki potekajo z absorpcijo svetlobe. Primera iz vsakdana sta npr. razpadanje plastike in nastajanje vitamina D med sončenjem.

## Osnove
Svetloba je elektromagnetno valovanje, kar v osnovi predstavlja vir energije. Po prvem zakonu fotokemije (znan pod imenom Grotthuss–Draperjev zakon) fotokemijska reakcija poteče le, če spojina absorbira svetlobo.
Drugi zakon fotokemije (Stark-Einsteinov zakon) pravi, da vsak foton svetlobe, ki ga absorbira kemijski sistem, vzbudi le eno molekulo, ki sodeluje v fotokemijski reakciji. Zakon znan tudi pod imenom zakon fotoekvivalence je izpeljal Albert Einstein v obdobju, ko se je razvijala kvantna teorija svetlobe.
Kemijska reakcija poteče le, če molekula prejme potrebno aktivacijsko energijo. Preprost primer je lahko zgorevanje bencina (ali drugega
ogljikovodika) v CO2 in H2O. Pri tej reakciji se potrebna aktivacijska energija v sistem dovede s pomočjo toplote ali iskre. V primeru fotokemijske reakcije vlogo aktivacijske energije opravlja svetloba. Aktivacija kemijske reakcije s pomočjo svetlobe je le enden izmed možnih mehanizmov. Če pri vzbujanju uporabimo lasersko svetlobo, lahko molekule selektivno vzbujamo v želeno vzbujeno elektronsko ali vibracijsko stanje. Želeno vzbujeno stanje lahko opazujemo tudi pri obratnem procesu - pri relaksaciji v osnovno stanje molekula odda kvant svetlobe, pri čemer lahko izmerimo zasedenost določenega energijskega stanja. Če meritve izvajamo pri nizkem tlaku, je mogoče energijsko porazdelitev kemijskih produktov natančno izmeriti preden se zaradi trkov energijske razlike zabrišejo in povprečijo.
Foton svetlobe, ki ga adsorbira molekula, lahko poleg vnosa potrebne aktivacijske energije v sistem, sproži kemijsko reakcijo tudi zaradi tega, ker se v molekuli spremeni elektronska struktura, kar omogoči prej neizvedljivo reakcijsko pot. Pravila, ki dovoljujejo potek reakcij na tak način se imenujejo Woodward-Hoffmannova izbirna pravila. 2+2 cikloadicija je primer periciklične reakcije, ki jo je mogoče analizirati z uporabo teh pravil, lahko pa uporabimo tudi komplesnejšo molekulsko orbitalno teorijo.
Pri fotokemijskih reakcijah se elektronska struktura molekule spremeni pod vplivom elekromagnetnega valovanja. Reakcije so nekaj velikostnih razredov hitrejše, kot termokemijske reakcije; tipična fotokemijska reakcija poteče približno v 10−9 sekunde, medtem ko so nekateri reakcijski procesi (predvsem aktivacija ) še hitrejši in potečejo lahko tudi v 10−15 sekunde.

## Spektralna področja
Fotokemijske reakcije se po navadi izvajajo le v nekaterih območjih elektromagnetnega spektra. Najpogosteje uporabljena območja (in njihove valovne dolžine) so:
- ultravijolična svetloba: 100-400 nm
- vidna svetloba: 400-700 nm
- bližnja infrardeča svetloba: 700-2500 nm

## Uporaba
Veliko pomembnih kemijskih procesov poteka pod vplivom svetlobe. Primarni primer je fotosinteza, pri kateri večina rastlin uporablja sončno svetlobo za pretvorbo CO2 in vode v glukozo in kisik. Ljudje s pomočjo fotokemijske reakcije proizvajamo vitamin D, pretvorba rodopsina pod vplivom svetlobe pa nam omogoča vid. Pri kresnicah encim luciferaza v abdomnu katalizira reakcijo, ki povzroča bioluminiscenco
Fotokemija je lahko tudi neželen kemijski proces, saj pod vplivom svetlobe nekatere snovi razpdadajo. Stekleničke z zdravili so pogosto narejene iz temnega stekla, s čimer preprečimo fotodegradacijo (tj. razpad pod vplivom svetlobe) zdravil. Glavna reakcija pri procesu fotodegradacije je nastanek singletnega kisika iz običajnega tripletnega kisika s pomočjo fotokemijske reakcije. Singletni kisik je zelo agresiven oksidant, ki lahko C-H spremeni v C-OH skupino. Spojini, ki sta zelo občutljivi na singletni kisik sta tetrafenilporfirin in metilensko modro barvilo. Pri fotodinamični terapiji se s pomočjo svetlobe sintetizira singletni kisik, ki nato uniči rakaste celice. 
Veliko polimerizacijskih reakcij se začne s fotoiniciatorji, ki pod vplivom svetlobe razpadejo na proste radikale potrebne za začetek radikalske polimerizacije.
Na področju fotokemije, je vsaka kemijska reakcija, ki jo sproži svetloba, fotokemijska reakcija. Fotokemijske reakcije so cenjene v organski in anorganski keimiji, saj s pomiočjo svetlobe lahko sprožimo drug nabor kemijskih reakcij, kot s pomočjo toplote. Po drugi strani so fotokemijske reakcije lahko precej nezaželene, saj svetloba povzroča fotodegradacijo velikega števila snovi (npr. polivinil korida). Obširno področje fotokemije se zaradi tega ukvarja s pripravo materialov, ki so pod vplivom svetlobe stabilni.

## Zasnova eksperimentov
Fotokemijske reakcije potrebujejo svetlobni vir, ki seva svetlobo z valovnimi dolžinami, ki ustrezajo elektronskim prehodom v reaktantih. Pri prvih fotokemijskih eksperimentih (in v vsakdanjem življenju) je bila kot vir svelobe uporabljena sončna svetloba, ki je polikromatska. V laboratoriju se najpogosteje uporabljajo vakuumske živosrebrove svetilke, ki sevajo UV svetlobo z valovno dolžino 254 nm. Pri polikromatskih svetlobnih virih lahko valovno dolžino svetlobe izbiramo z ustreznimi svetlobnimi filtri, kot alternativo lahko izberemo tudi svetleče diode, ki prav tako sevajo svetlobo v ozkem valovnem pasu.
Emitirana svetloba mora doseči tarčno funkcionalno skupino brez da bi pri tem reagirala z reaktorjem, medijem in ostalimi funkcionalnimi skupinami, saj se s tem izgublja energija. V mogih primerih sta reaktor in svetilka narejena iz kremena. Pyrex absorbira svetlobo z dolžino manj kot 275 nm. Pomemben parameter pri fotokemijski reakciji predstavlja topilo. Topila so včasih tudi reaktanti, zato se v ta namen ne uporablja kloriranih ogljikovodikov, saj lahko razpadla C-Cl vez klorira ostale reaktante. Topila, ki močno adsorbirajo svetlobo preprečujejo fotonom, da bi dosegli reaktante. Topila na osnovi ogljikovodikov adsorbirajo samo svetlobo kratkih valovnih dolžin, zato se jih pogosto uporablja pri kemijskih reakcijah, ki jih sprožimo z visokoenergijskimi fotoni (svetloba s kratkimi valovnimi dolžinami). Topila, ki vsebujejo nenasičene funkcionalne skupine svetlobo adsorbirajo pri daljših valovnih dolžinah, zato jih lahko uporabimo kot svetlobne filtre, ki odstranijo svetlobo s kratkimi valovnimi dolžinami. Cikloheksan in aceton adsorbirata svetlobo z valovno dolžino krajšo od 215 oz 330 nm.

## Vzbujanje
Fotovzbujanje je prvi korak pri kemijskem procesu, kjer se reaktant prestavi v stanje z višjo energijo (vzbujeno stanje). Foton svetlobe lahko absorbira reaktant, lahko pa uporabimo pomožne snovi, ki adsorbirajo fotone in nato energijo oddajo reaktantom. Nasprotna reakcija se imenuje dušenje, kjer se fotovzbujeno stanje deaktivira s pomočjo kemijskega reagenta. Večina fotokemijskih sprememb poteče preko vrste preprostih korakov imonovanih primarni fotokemijski procesi. Splošni primer je prenos protona v vzbujenem stanju.

## Organska fotokemija
Primeri fotokemijskih organskih reakcij so elektrociklične reakcije, fotoizomerizacija in Norrishove reakcije.
Alkeni so pogosto podvrženi fotokemijskim reakcijam, kjer pride do fotonsko vzbujenega prehoda iz π v π*. V prvem vzbujenem elektronskem stanju se poruši π vez, zaradi česar se lahko molekula zavrti okrog C-C vezi in podvrže reakciji, ki je ni mogoče izpeljati s termičnim vzbujanjem. Primeri reakcij so cis-trans izomerizacije in cikloadicije (npr. natanek ciklobutana iz etena). Pomembnejša cis-trans izomerizacija poteka pri pretvorbi retinala v očesu, kar nam omogoča vid. Dimerizacija alkenov je pomembna reakcija pri fotopoškodbah DNK, kjer pride do nastanka timinovih dimerov. Dimeri kasneje motijo prepis DNA. Ugodni vplivi sončenja so povezani s fotokemijsko induciranim odprtjem obroča ergosterola, iz katerega nastane vitamin D.
S pomočjo fotokemijske reakcije se letno proizvede 100000 ton benzil klorida iz toluena in klora. Molekula klora adsorbira svetlobo (nizka energija tega prehoda se odraža v značilni rumenozeleni barvi plinastega klora), pri čemer poteče homolitska cepitev Cl-Cl vezi. Nastali klorovi radikali reagirajo s toluenom, pri čemer nastane benzilini radikal:
Cl2 + hνn → 2 Cl.
C6H5CH3 + Cl. → C6H5CH2. + HCl
C6H5CH2. + Cl. → C6H5CH2Cl
Merkaptane lahko sintetiziramo s fotokemijsko adicijo vodikovega sulfida na alfa olefine

## Anorganska in organokovinska fotokemija
Tudi koordinacijski kompleksi in organokovinske spojine so fotoobčutljive snovi. S pomočjo svetlobe lahko sprožimo cis-trans izomerizacijo, pogostejša reakcija pa je disociacija ligandov, saj svetloba v kovinskem atomu vzbudi elektron v višjo orbitalo, ki je v primerjavi z orbitalami ligandov protivezna. Kovinski karbonili, ki ne razpadejo pod vplivom toplote, lahko oddajo karbonilno skupino, če jih obsevamo z UV svetlobo. Obsevanje raztopine Mo(CO)6 v tetrahidrofuranu z UV svetlobo sproži sintetsko uporabno reakcijo:
Mo(CO)6 + THF → Mo(CO)5(THF) + CO
Podobna je reakcija, ki je prikazana na gornji sliki:
2 Fe(CO)5 → Fe2(CO)9 + CO.

## Zgodovina
Čeprav je beljenje materialov s pomočjo svetlobe zelo star tehnološki postopek, je prvo fotokemijsko reakcijo opisal Trommsdorf leta 1834. Opazil je, da so kristali α-santonina, ki so bili izpostavljeni sončni svetlobi, porumeneli in razpadli. Leta 2007 je znanstvenikom uspelo opisati kemijsko reakcijo v kristalu s pomočjo treh korakov. Prvi korak reakcije je premestitvena reakcija, kjer nastane ciklopentadienonski vmesni produkt, drugi korak je dimerizacija v Diels-Alderjevi reakciji, tretji korak pa je intramolekulska cikloadicija. Kristal je razpadel, ker pri kemijski reakciji pride do velikih volumenksih sprememb.